# Colletes bernadettae
Colletes bernadettae är en biart som beskrevs av Kuhlmann 2000. Colletes bernadettae ingår i släktet sidenbin, och familjen korttungebin. Inga underarter finns listade i Catalogue of Life.